# Tiger King
Tiger King: Murder, Mayhem and Madness är en amerikansk true crime dokumentärfilm om Joe Exotics liv. Den släpptes den 20 mars 2020 på Netflix. Serien fokuserar på en liten cirkel människor som driver zoo med fokus på stora katter. Serien följer Joe Exotic som driver ett zoo och Carole Baskin som driver ett djurreservat.
Serien har fått positiva recensioner från kritiker och tittades på av 34,3 miljoner människor inom 10 dagar efter släppet på Netflix, vilket innebär att serien är en av Netflix mest sedda material hittills. Efter 15 dagar slog Tiger King rekord och blev Netflix mest sedda material någonsin.

## Avsnitt
| Nr | Titel                       | Regissör                      | Premiär       |
| -- | --------------------------- | ----------------------------- | ------------- |
| 1  | "Not Your Average Joe"      | Eric Goode & Rebecca Chaiklin | 20 mars 2020  |
| 2  | "Cult of Personality"       | Eric Goode & Rebecca Chaiklin | 20 mars 2020  |
| 3  | "The Secret"                | Eric Goode & Rebecca Chaiklin | 20 mars 2020  |
| 4  | "Playing with Fire"         | Eric Goode & Rebecca Chaiklin | 20 mars 2020  |
| 5  | "Make America Exotic Again" | Eric Goode & Rebecca Chaiklin | 20 mars 2020  |
| 6  | "The Noble Thing to Do"     | Eric Goode & Rebecca Chaiklin | 20 mars 2020  |
| 7  | "Dethroned"                 | Eric Goode & Rebecca Chaiklin | 20 mars 2020  |
| 8  | "The Tiger King and I"      | Eric Goode & Rebecca Chaiklin | 12 april 2020 |